# Religion ufologique
Une religion ufologique est une religion au sein de laquelle l'existence d'entités extraterrestres et d'objets volants non identifiés (OVNI) tient une place majeure dans le dogme.
En général, les adeptes de ces religions croient que les extraterrestres sont intéressés par le bien-être de l'humanité. Certains pensent que l'humanité fait déjà partie d'une civilisation extraterrestre ou qu'elle le deviendra un jour. D'autres religions, antérieures aux années 1950, période de la popularisation du concept d'ovnis, intègrent les extraterrestres dans une vision du monde davantage surnaturelle dans laquelle les occupants des ovnis ressemblent plutôt à des anges qu'à des extraterrestres vivants, cependant la distinction est parfois floue. Ces religions trouvent souvent leurs origines dans la littérature de science-fiction, en particulier dans l'opéra spatial, dans les écrits de weird fiction, dans l'ufologie et dans les récits d'enlèvement par des extraterrestres. Des historiens considèrent que la société Aetherius, fondée par George King, serait la première religion ufologique.

## Résumé
Certains adeptes des religions ufologiques croient que l'arrivée ou la redécouverte de civilisations, de technologies et de spiritualités extraterrestres permettront aux humains de surmonter les problèmes écologiques, spirituels et sociaux actuels. Ils supposent que des problèmes tels que la haine, la guerre, le sectarisme, la pauvreté, etc. pourrait être résolus grâce à l'utilisation d'une technologie extraterrestre supérieure et de capacités spirituelles. Ces systèmes de croyance sont souvent qualifiés de millénaristes dans leur perspective,.
Les religions ufologiques se sont principalement développées aux États-Unis, au Canada, en France, au Royaume-Uni et au Japon. Au sein de ces pays, la notion de «  soucoupes volantes » se médiatise à partir de 1947. Ainsi, dès les années 1950, les sociologues, les historiens, les théologiens commencent à étudier les religions ufologiques.

## Exemples de religions ufologiques

### Société Aetherius
L'Aetherius Society est un mouvement religieux fondé au Royaume-Uni en 1955 par George King, qui affirmait avoir été contacté par télépathie par une intelligence extraterrestre appelée Aetherius, qui représentait un "Parlement interplanétaire". L'objectif principal du croyant de cette religion est de coopérer avec ces Maîtres cosmiques dans le but d'aider l'humanité à résoudre ses problèmes terrestres actuels et à avancer dans le Nouvel Âge. Selon les Aetheriens, leur société agit comme un véhicule par lequel les "transmissions cosmiques de messages métaphysique évolués" peuvent être diffusées à l'humanité. Certaines de ces « transmissions » furent d'ailleurs enregistrées sur bandes magnétiques lors de séances de « transmission télépathique » durant lesquelles George King était assis dans un état d'éveil « samadhi » transmettant les messages via sa propre voix. Un certain nombre de ces "transmissions" tentaient de prévoir l'activité de soucoupes volantes dans des parties spécifiques du monde à certaines dates.

### L'Église du Sous-Génie
Fondée en 1979 avec la publication du dépliant Pamphlet # 1 par Ivan Stang et Philo Drummond, l'Église du Sous-Génie est connue pour être une religion parodique comme le montre sa présentation médiatique. Malgré cela, l'organisation revendique plus de 10 000 adeptes dans le monde, ceux-ci ayant payé leur cotisation de 45 dollars leur permettant de devenir des « prêtres ordonnés du Sous-Génie ». Elle a aussi été adoptée par de divers groupes sceptiques et athées. Dans son livre, The Book of the SubGenius publié en 1983, l'Église du Sous-Génie affirme que son fondateur, JR "Bob" Dobbs, fut en contact avec une race extraterrestre appelée les Xists (prononcé « exist » jouant sur le mot éponyme). Ces Xists devaient lancer une invasion mondiale de la Terre le 5 juillet 1998 : ce jour spécial étant qualifié de « X-day ». Le jour de la dite invasion, malgré l'absence des Xistes, les membres de l'église ne s'affirment pas vaincus et décidèrent d'organiser des célébrations annuelles du X-day, le 5 juillet de chaque année. Entre autres curiosités, l'église affirme également que ses membres ne sont pas entièrement humains mais qu'ils descendraient du yéti.

### Heaven's Gate
Le groupe Heaven's Gate se rend tristement célèbre en 1997 lorsque le fondateur Marshall Applewhite réussi à convaincre 39 adeptes de commettre un suicide collectif. Les membres se croyaient être des extraterrestres, attendant un vaisseau spatial qui arriverait avec la comète Hale-Bopp. Le suicide a été mis en œuvre car les adeptes pensaient que leurs âmes seraient transportées sur un vaisseau spatial, supposément caché derrière la comète. Ils s'astreignirent à des préparatifs élaborés pour leur voyage, y compris l'achat et le port de chaussures assorties et l'enfermement dans une maison obscure en vue de simuler le long voyage qu'ils s'attendaient à avoir dans l'espace,.

### Mouvement raëlien
Le Mouvement raëlien a été fondé par le Français Claude Vorilhon en 1974. Il a été décrit comme « la plus grande religion ufologique au monde ». Les raëliens croient que des extraterrestres scientifiquement avancés, connus sous le nom d'Elohims, ont créé la vie sur Terre grâce au génie génétique et qu'une combinaison de clonage humain et de « transfert d'esprit » permettrait d'obtenir la vie éternelle. D'après les raéliens, d'anciens leaders religieux, comme Jésus, Bouddha et Mahomet, auraient été envoyés par ces extraterrestres pour enseigner l'humanité. Ils attendent aussi une visite terrestre des Elohims, destinée à compléter leurs révélations et à parfaire l'éducation de l'humanité. En vue de les recevoir, le mouvement cherche à construire une ambassade.

### L'Église de Scientologie
La qualification de la Scientologie comme religion ufologique a été examinée dans divers ouvrages comme UFO Religions de Christopher Partridge, The Encyclopedic Sourcebook of UFO Religions de James R. Lewis, et UFO Religion: Inside Flying Saucer Cults and Culture de Gregory Reece. Les histoires de civilisations extraterrestres et les interventions dans des vies antérieures font partie du système de croyance de la Scientologie. L'histoire la plus connue rendue publique et ridiculisée par les critiques est celle de Xenu, le dirigeant d'une Confédération Galactique qui aurait amené des milliards d'extraterrestres congelés sur Terre il y a 75 millions d'années et les aurait placées près de plusieurs volcans, puis aurait largué des bombes à hydrogène sur les volcans dans le but de tuer ces populations afin de résoudre les problèmes de surpopulation sur leurs planètes d'origine. Les âmes désincarnées de ces êtres, maintenant appelés "thetans" auraient ensuite été capturées par Xenu afin de leur implanter massivement de fausses idées à l'origine, entre autres, des croyances religieuses de l'humanité.
La Scientologie enseigne que tous les humains ont vécu d'innombrables vies antérieures, y compris des vies dans d'anciennes sociétés extraterrestres avancées, telles que la nation Hélatrobus ou la confédération Marcab. Elle affirme que les souvenirs traumatiques de ces vies passées sont la cause de nombreux maux physiques et mentaux actuels. Les scientologues croient également que les êtres humains possèdent des pouvoirs surhumains qui sont utilisables à la condition d'avoir été restauré spirituellement par la pratique de l'« audition » dont la méthode est exposée par Hubbard dans ses divers ouvrages.
Selon Hubbard, les thétans s'incarnent dans des corps. Lorsque ce corps meurt, le thétan se rend à une « station d'atterrissage » sur la planète Vénus, où on reprogramme ses pensées à l'aide d'implants psychiques pour lui faire oublier ses vies antérieures. Les Vénusiens « encapsulent » alors chaque thétan et les renvoient sur Terre où ils sont déversés dans le golfe de Californie, à partir d'où ils cherche un nouveau corps à habiter. Pour éviter ce « lavage de cerveau », Hubbard recommande aux scientologues de refuser purement et simplement d'aller sur Vénus après leur mort,.

### Académie des sciences Unarius
Fondée par Ernest L. Norman et sa femme, Ruth, en 1954, les unariens est un groupe dont le siège est à El Cajon, en Californie. Ils croient que l'utilisation de la physique de l'espace à quatre dimensions, les rend capables de communiquer avec des systèmes intelligents à la technologie avancée. Ils s'agirait d'êtres qui existeraient sur des plans "à fréquence plus élevée". Les Unariens croient aux vies passées et soutiennent que le système solaire était autrefois habité par d'anciennes civilisations interplanétaires,.

### L’Église industrielle universelle du consolateur du Nouveau Monde
L’Église industrielle universelle du consolateur du Nouveau Monde anciennement connue sous le nom de One World Family Commune est une religion ufologique fondée en 1967 par Allen Michael (anciennement Allen Noonan). Allen a affirmé qu'en 1947 alors qu'il était peintre d'enseignes picturales à Long Beach en Californie, il a été contacté par le Grand Être Galactique qui s'est manifesté sous la forme de la Voie lactée. Il lui aurait demandé de servir de Consolateur spirituel pour l'humanité et de prêcher la "vérité surnaturelle". Au cours de ses prêches, Michael a souvent cité la Bible dont il propose de nouvelles interprétations. D'autre part, il a affirmé avoir physiquement rencontré une soucoupe volante en 1954 à Giant Rock dans le désert de Mojave en Californie. Pendant le Summer of Love, il a lancé la One World Family Commune en ouvrant un restaurant végétalien le Here and Now à San Francisco, en Californie. Sept restaurants similaires suivrons. En 1969, la Commune établi un restaurant végétalien dans un vaste espace à Berkeley, le One World Family Natural Food Center, qui comprenait également une boulangerie, un pizzeria, un magasin de vêtements et une salle de réunion pour les événements publics,. En 1973, Allen Michael change le nom de son organisation en The Universal Industrial Church of the New World Comforter (L’Église industrielle universelle du consolateur du Nouveau Monde) et fait publier le premier volume de ses révélations canalisées The Everlasting Gospel. En 1975, le siège de l'église et le restaurant végétalien déménage à Stockton, en Californie. Finalement, Allen Noonan se présente à la présidence des États-Unis en 1980 puis de nouveau en 1984 sur la liste électorale dénommée Parti de la synthèse utopique,.
Au fil des ans, la taille du groupe diminua lentement, se déplaçant vers plusieurs endroits avant la mort d'Allen Noonan à l'âge de 93 ans en 2010.

### Le peuple de l'univers
Le peuple de l'univers ou peuple cosmique aux pouvoirs de lumière (tchèque : Vesmírní lidé sil světla) est un mouvement tchèque fondé par Ivo A. Benda. Son système de croyance est basé sur l'existence de civilisations extraterrestres qui communiquerait, depuis octobre 1997, avec Benda et d'autres « contacteurs » par télépathie et même par contact personnel direct. Selon Benda, ces civilisations gèrent une flotte de vaisseaux spatiaux dirigés par Ashtar (parfois nommé Ashtar Sheran) en orbite autour de la Terre afin de la surveiller et d'aider les humains et attendant de transporter les adeptes dans une autre dimension:281. L'organisation intègre divers éléments issus de l'ufologie dans ses croyances : la formation de « contacteurs » (parfois désavoués ensuite), des éléments issus du christianisme (Jésus est considéré comme un être à « fines vibrations ») et diverses théories du complot (les forces des Mondes des Ténèbres cherchent à contrôler la population terrestre).
Les membres du mouvement se méfient des technologies modernes et considèrent les médias de masse comme un outil d'oppression et de manipulation. Malgré cela, Benda recherche souvent des contacts avec des journalistes pour faire part de ses idées au public. Le mouvement veut aussi abolir l'argent.

## Les ovnis dans les religions non-ufologiques

### Enseignements des Maîtres Ascensionnés
Le concept de Maîtres Ascensionnés trouve son origine dans les enseignements de la Théosophie dans lesquels ils sont appelés Mahatmas: des individus du passé auraient acquis une puissance spirituelle exceptionnelle au fil de leurs réincarnations. Le terme spécifique de «maître ascensionné» a été utilisé pour la première fois par Baird Thomas Spalding en 1924 dans sa série de livres: Life and Teachings of the Masters of the Far East. Guy Ballard a ensuite popularisé le concept dans son livre: Unveiled Mysteries. Dans les écrits rédigés par Guy Ballard et Elizabeth Clare Prophet aucune mention n'est faite d'OVNI ou de soucoupe volante. Cependant, à partir de 1993, le psychologue américain Joshua David Stone a commencé à se référer dans ses écrits à Ashtar, considéré par certains passionnés d'OVNI comme le commandant d'une flotte de soucoupes volantes, la "Ashtar Galactic Command". Il inclut Ashtar dans sa liste de maîtres ascensionnés. Jushua Stone a également enseigné que le Maître Jésus, sous son nom « galactique » de Sananda, navigue parfois avec le « Commandant Ashtar » dans sa flotte de soucoupes volantes,.

### Église de Jésus-Christ des Saints des derniers Jours
L'Église de Jésus-Christ des saints des derniers jours ou Mormonisme est une église chrétienne restaurationniste fondée aux États-Unis en 1830 par Joseph Smith.
Selon les écritures mormones, la Terre n'est qu'un des nombreux mondes habités, et il existe de nombreuses instances dirigeantes célestes, y compris sur la planète ou étoile Kolob, décrite dans le Livre d'Abraham et qui serait la plus proche du trône de Dieu. Selon la cosmologie mormone, la Terre a été créée près de Kolob sur une période de 6 000 ans, puis s'est déplacée vers sa position actuelle dans le système solaire.

### Nation of Islam
Nation of Islam (Nation de l'Islam en français) est une organisation religieuse nationaliste noire et suprémaciste fondée en 1930, par Wallace Fard Muhammad. Elijah Muhammed, un des dirigeants du groupe, a affirmé que le chariot de Dieu décrit dans le livre biblique d'Ezéchiel serait en réalité un vaisseau mère construit par une civilisation ancienne. Elijah rapporte dans ses écrits que son mentor, Wallace Fard Muhammad, lui aurait affirmé qu'il y avait une technologie cachée sur la Terre, secrètement connue par certains scientifiques sélectionnés du monde entier. Fard lui aurait expliqué en 1929 qu'il y avait un énorme « vaisseau mère » décrit comme une sorte de « roue » située au Japon. Un leader du mouvement, Louis Farrakhan, décrit ainsi le vaisseau :
L'honorable Elijah Muhammad nous a parlé d'un vaisseau mère géant qui est fait comme l'univers, de sphères dans des sphères. Les Blancs les appellent des objets volants non identifiés (OVNI). Ézéchiel, dans l'Ancien Testament, a vu une roue qui ressemblait à un nuage le jour mais à une colonne de feu la nuit. L'honorable Elijah Muhammad a déclaré que cette roue avait été construite sur l'île de Niphon, qui s'appelle maintenant le Japon, par certains des scientifiques d'origine. Il a fallu 15 milliards de dollars en or à l'époque pour le construire. Il est fait de l'acier le plus résistant. L'Amérique ne connaît pas encore la composition de l'acier utilisé pour fabriquer un tel instrument. C'est un aéronef circulaire et la Bible dit qu'il ne tourne jamais. En raison de sa nature circulaire, il peut s'arrêter et se déplacer dans toutes les directions à des milliers de kilomètres par heure. Il a dit qu'il y a 1 500 petites roues dans cette roue mère qui est d'un demi mile par un demi mile (800 par 800 m). Cette roue mère est comme une petite planète humaine. Chacun de ces petit aéronef transporte trois bombes.

### Share International Foundation
Share International Foundation est une organisation à but non lucratif fondée à Londres par Benjamin Creme en 1975. Le fondateur du mouvement, influencé par la théosophie, affirme être en contact télépathique avec la figure du Messie appelé « Maitreya » et avec des OVNIS. Benjamin Creme affirme que des extraterrestres, qu'il nomme « Frères de l'Espace » vivent sur les plans éthériques des planètes Vénus, Mars et Jupiter et visitent la Terre dans des soucoupes volantes. Benjamin Creme reconnait les observations d'OVNI de George Adamski comme valides. Selon Creme, les Frères de l'espace disposent des vaisseaux mères mesurant plusieurs milliers de kilomètres de long. Les membres de la Share international foundation partage également l'idée, avec les disciples d'Alice Bailey, que la divinité hindoue Sanat Kumara gouvernerait la Terre et résiderait dans la ville mythique de Shamballa. Ils affirment que cette divinité est originaire de la planète Vénus, d'où elle est venue il y a 18 500 000 ans Les partisans de Creme croient que les crop circles sont principalement causés par des soucoupes volantes.

### Tempelhofgesellschaft
La Tempelhofgesellschaft est une secte ésotérique nazie gnostique fondée au début des années 1990 et basée à Vienne, en Autriche. Elle enseigne une forme de marcionisme. Les membres distribuent des dépliants affirmant que la race aryenne serait venue à l'origine d'une Atlantide située sur l'étoile Aldebaran (cette information est censée être basée sur d'anciens manuscrits sumériens). Ils soutiennent que les Aryens d'Aldebaran tirent leur pouvoir de l'énergie vril du Soleil Noir. Ils enseignent que puisque la race aryenne est d'origine extraterrestre, elle a pour mission divine de dominer toutes les autres races. Les adeptes de cette religion croient qu'une énorme flotte spatiale est en route vers la Terre depuis Aldebaran et que lorsqu'elle arrivera, elle s'associera aux « soucoupes volantes nazies de l'Antarctique » pour établir l'Imperium occidental.

### Centre d’entraînement pour l’émanation de l’énergie atma
Le Centre d’entraînement pour l’émanation de l’énergie atma était à l'origine un groupe dissident des Brahma Kumaris fondé par la psychologue allemande Heide Fittkau Garthe en 1994. Le groupe se fait connaitre médiatiquement en 1998 en raison d'une suspicion de planification d'un suicide rituel dans le parc national du Teide à Tenerife. Un raid de la police espagnol interrompt le rassemblement des 32 membres de la secte qui espéraient être recueillis par un vaisseau spatial et emmenés vers une destination non précisée. L'intention suicidaire du groupe n'est cependant pas certaine,.

### La Communauté mondiale du nouveau message de Dieu
La Communauté mondiale du nouveau message de Dieu est une organisation fondée en 1992 par l'auteur et conférencier américain, Marshall Vian Summers. Le fondateur affirme être "Le Messager"  c'est-à-dire un prophète ordonné par Bouddha, Jésus et Mahomet et destinataire d'un message divin ayant un pouvoir salvateur pour les individus et pour la planète parmi l'univers peuplé. Marshall Summers a enregistré ses abondantes communications sur bande, leur transcription écrite approchant les dix mille pages. Les éléments clés de son message comprennent des avertissements d'une prochaine incursion sur Terre appelée l'Intervention, et l'annonce d'un grand bouleversement mondial en raison de l'interaction entre la race humaine et les extraterrestres appelé "la Grande Communauté".